# Armand Marie Joseph Houitte de La Chesnais
Pour les autres membres de la famille, voir Famille Houitte de La Chesnais.
Armand Marie Joseph Houitte de La Chesnais (né à Saint-Malo le 14 mai 1801 - Saint-Malo  le 26 juin 1888), magistrat et homme politique qui fut conseiller général du canton de Saint-Malo-Sud de 1848 à 1864  et maire de Saint-Malo  de 1871 à 1878.

## Biographie
Armand est le fils de Jean-Joseph-Thomas Houitte de La Chesnais. Licencié en droit en 1821, conseiller à la cour de Rennes en 1825, substitut du procureur en 1828, il est révoqué en 1830, après la révolution des Trois Glorieuses. Il est ensuite nommé substitut au juge d'Instance de Saint-Malo en 1842 puis président du tribunal de la ville le 4 juin 1849 fonction qu'il occupe jusqu'à sa retraite le 14 mai 1871.
Il fait également une carrière politique comme conseiller général du canton de Saint-Servan du 20 août 1848 à 1864. Il est nommé maire de Saint-Malo le 17 mai 1871 il occupe cette fonction jusqu'en 1878. Il se fait ensuite élire maire de La Gouesnière de 1881 à sa mort.

## Source
- Gilles Foucqueron, Saint-Malo 2000 ans d'Histoire, p. 814